# Hudson Taylor (lutador)
Herbert Hudson Taylor IV (Nova Jérsia, 13 de janeiro de 1987) é um lutador e grappler estadunidense, fundador e diretor executivo da Athlete Ally, e ex-treinador de wrestling na Universidade Columbia.

## Carreira atlética
Taylor alcançou por três vezes o status de All-American da NCAA antes de se formar e se tornar treinador na Universidade Columbia. Ele também conquistou o maior número de imobilizações e vitórias na história do wrestling universitário na Universidade de Maryland, College Park e está classificado entre os cinco maiores finalizadores (pinners) da história do wrestling da NCAA. Ele detém diversos recordes no hall da fama. Taylor também treina jiu-jitsu brasileiro e já competiu em diversos torneios nas faixas coloridas, conquistando o título do Campeonato Mundial Sem Kimono da IBJJF na faixa-roxa em 2017.

## Ativismo
Taylor é descendente de uma longa linhagem de missionários cristãos, incluindo James Hudson Taylor, que fundou a China Inland Mission durante o século XIX na China. Embora tenha tido divergências com seus pais sobre religião, isso lhe transmitiu um “forte senso de inclusão em vez de exclusão”.
Taylor presenciou humor depreciativo nos esportes colegiais e universitários, mas fez amizade com pessoas LGBT enquanto cursava Arte performática interativa na Universidade de Maryland. Quando passou a usar um adesivo de igualdade da Human Rights Campaign em seu protetor de cabeça de wrestling, enfrentou reações negativas de seus colegas, mas ganhou atenção da mídia. Ao escrever em seu blog sobre a experiência de homofobia nos esportes universitários, recebeu centenas de e-mails de atletas que passavam pela mesma situação. Essa experiência eventualmente o motivou a fundar a organização sem fins lucrativos Athlete Ally, “com a missão de educar, encorajar e capacitar atletas aliados heterossexuais a combater a homofobia e a transfobia nos esportes”.
“Para mim e para minha geração, os direitos LGBT são uma questão urgente”, disse Taylor. “Acredito que, qualquer que seja a história da qual eu faça parte, sou responsável por ela. Se sinto que algo é injusto ou desigual, sinto a responsabilidade de fazer algo a respeito.”
Taylor continua a divulgar sua mensagem de igualdade e inclusão como fundador e diretor executivo da Athlete Ally, além de atuar como palestrante e colaborador recorrente do Huffington Post.

## Prêmios e reconhecimento
Em 2010, Taylor foi nomeado pela The Advocate como uma das “150 razões principais para ter orgulho LGBT”.
Após fundar o Athlete Ally em 2011, Taylor recebeu o prêmio PFLAG Straight for Equality ao lado de Rosie Perez e Charlaine Harris e foi nomeado “Greatest Person of the Day” em 8 de abril pelo Huffington Post. Ainda naquele ano, Taylor foi homenageado pela Buick e pela NCAA ao lado de Eunice Kennedy Shriver e outros defensores no esporte.
Seu trabalho agora faz parte de uma instalação permanente na exposição Make a Difference! The Harvey L. Miller Family Youth Exhibition no Illinois Holocaust Museum and Education Center, que tem como objetivo capacitar jovens a se tornarem líderes contra a discriminação.
Em abril de 2012, Taylor foi nomeado Ex-Aluno do Ano da Universidade de Maryland para a escola de estudos de graduação, em reconhecimento ao seu trabalho como ativista dos direitos LGBT.
Em novembro de 2013, Taylor recebeu o Prêmio Emery do Hetrick Martin Institute.